# Burg Holzheim (Haunetal)
Die Burg Holzheim, auch Dicker Turm genannt, ist der Wehrturm einer mittelalterlichen Burg in der Mitte des Ortsteils Holzheim der Gemeinde Haunetal im Landkreis Hersfeld-Rotenburg in Hessen. Die Burgreste sind nicht zu verwechseln mit dem sich im Ort befindlichen Jagdschloss Holzheim, werden aber in der Literatur oft vermischt.

## Beschreibung
In der Dorfmitte Holzheims steht ein mächtiger Wehrturm mit quadratischem Grundriss und fünf Geschossen, der sogenannte Dicke Turm. Er ist heute in Privatbesitz und wird als Wohnanlage genutzt. Der Turm wurde in der Mitte des 12. Jahrhunderts als Wohnturm einer Burg errichtet. Einer Sage nach wurde beim Bau des Turms ein Kind lebendig eingemauert. Die drei in etwa 12 m Höhe an der Außenwand sichtbaren steinernen Köpfe zeigen einen Mann, eine Frau und ein Kind und werden mit dieser Sage in Verbindung gebracht. 
Als bei der Umgestaltung des "Dicken Turms" zur Wohnanlage in seinem Umfeld umfangreiche Bodenarbeiten notwendig waren, wurde dies zu archäologischen Untersuchungen genutzt. Dabei wurden Mauerzüge von Vorgängerbauten und, bisher vollkommen unbekannt, weil hierzu keinerlei schriftliche Hinweise vorhanden waren, die Überreste einer kleinen mittelalterlichen Kirche gefunden. In den Fundamentsteinen, bzw. dem Mauerwerk des Turms fand man runde Pfostenlöcher; der ursprüngliche Vorgängerbau war also ein Holzturm, der möglicherweise, wie die ebenfalls aufgefundenen Keramikscherben, bereits in der merowingischen Zeit um 650 errichtet wurde. Der später an seiner Stelle erbaute steinerne Turm dürfte wohl frühestens im 10. oder 11. Jahrhundert erbaut worden sein, als steinerne Turmbauten dieser Art in Deutschland üblich wurden, stammt aber vermutlich erst aus dem 12. Jahrhundert. Die ehemalige Kirche stammt wahrscheinlich erst aus dem Hochmittelalter.

## Geschichte
Die Burg Holzheim gehörte den Herren von Romrod. 1686 wurde sie durch die Landgrafschaft Hessen erworben und nach der Zerstörung von Burg Hauneck im Dreißigjährigen Krieg als Sitz des Amtes Hauneck genutzt (die Kemenate des Jagdschlosses Holzheim war Sitz des Amtmanns).
Der Wehrturm steht als Kulturdenkmal unter Denkmalschutz.